# Олександр I (цар Кахеті)
Олександр I (груз. ალექსანდრე I; 1445/1456 — 27 квітня 1511) — цар Кахетії у 1476–1511 роках. Син царя Георгія I (та його другої дружини Нестан-Дареджан). Представник династії Багратіоні.

## Життєпис
За часів навали Узун-Хасана 1477 року було розграбовано безліч регіонів Грузії (Херкі, Сагурамо, Марткопі, Тіанеті). Олександр I, принісши подарунки та заяви покори Узун-Хасану, врятував Кахетію від розграбування. На початку XVI століття став васалом іранського шаха Ісмаїла Сефеві у зв'язку з навалою персів на Ширван (1501). Після цього мир між Кахеті та Іраном не порушувався до XVII століття.
Був убитий в результаті придворних інтриг і змови старшого сина Георгія.